# Марта Паньїні
Марта Паньїні  (італ. Marta Pagnini, 21 січня 1991) — італійська гімнастка, олімпійська медалістка.

## Виступи на Олімпіадах
| Олімпіада   | Дисципліна | Місце |
| ----------- | ---------- | ----- |
| Лондон 2012 | групові    | 3     |